# Ruta Estatal de Nevada 605
La Ruta Estatal 605 fue la ruta estatal norte/sur del área urbana de Las Vegas. La Ruta Estatal 605 comprendía una porción de Paradise Road.

## Descripción de la ruta
La Ruta Estatal 605 empezaba en la Avenida Tropicana (SR 593).  Desde ahí, seguía al norte de Paradise Road hasta su terminal en la Avenida Sahara (SR 589).  La parte en Paradise Road desde la Avenida Harmon (cerca de Hard Rock Hotel and Casino) al sur de la Avenida Tropicana se encontraba una calle de varios carriles en un solo sentido con dirección sur.

## Historia
En el 2001 La Ruta Estatal 605 fue abandonada por las autoridades locales.

## Paradise Road
Paradise Road es considerada como la entrada principal hacia el Aeropuerto Internacional Harry Reid.  El ala norte del Monorriel de Las Vegas corre hasta el centro de la calle, que a la misma vez forma parte de la ruta y después pasa por el lado oriental de la terminal norte del monoriel. 

### Atracciones
Las atracciones principales en Paradise incluye:
- Aeropuerto Internacional Harry Reid
- Hard Rock Hotel and Casino
- Terrible’s Hotel and Casino
- Las Vegas Convention Center
- Las Vegas Hilton
- Sahara Hotel and Casino
- Las Vegas Monorail